# 26301 Hellawillis
26301 Hellawillis este un asteroid din centura principală de asteroizi.

## Descriere
26301 Hellawillis este un asteroid din centura principală de asteroizi. A fost descoperit pe 26 septembrie 1998 la Socorro, New Mexico, în cadrul proiectului LINEAR. Asteroidul prezintă o orbită caracterizată de o semiaxă mare de 2,40 ua, o excentricitate de 0,18 și o înclinație de 3,6° în raport cu ecliptica.